# 杭州地铁
杭州地铁是服务于中国浙江省杭州市的一个城市轨道交通系统，由杭州地铁运营有限公司和杭港地铁分别运营不同的线路。其第一条线路（1号线）于2012年11月24日开通，这使杭州成为浙江省第一个、中国大陆第17个开通地铁的城市。截至2025年6月30日，杭州地铁共运营12条线路、256座车站，运营里程516公里，覆盖杭州市的所有市辖区。此外，杭州地铁亦与绍兴轨道交通及杭海城际铁路一票制互联互通，形成覆盖杭州、绍兴、嘉兴3市，全长620千米的轨道交通网络。未来，杭州地铁还会与杭德市域铁路连通，将轨道交通网扩展至湖州市。

## 历史

### 早期设想

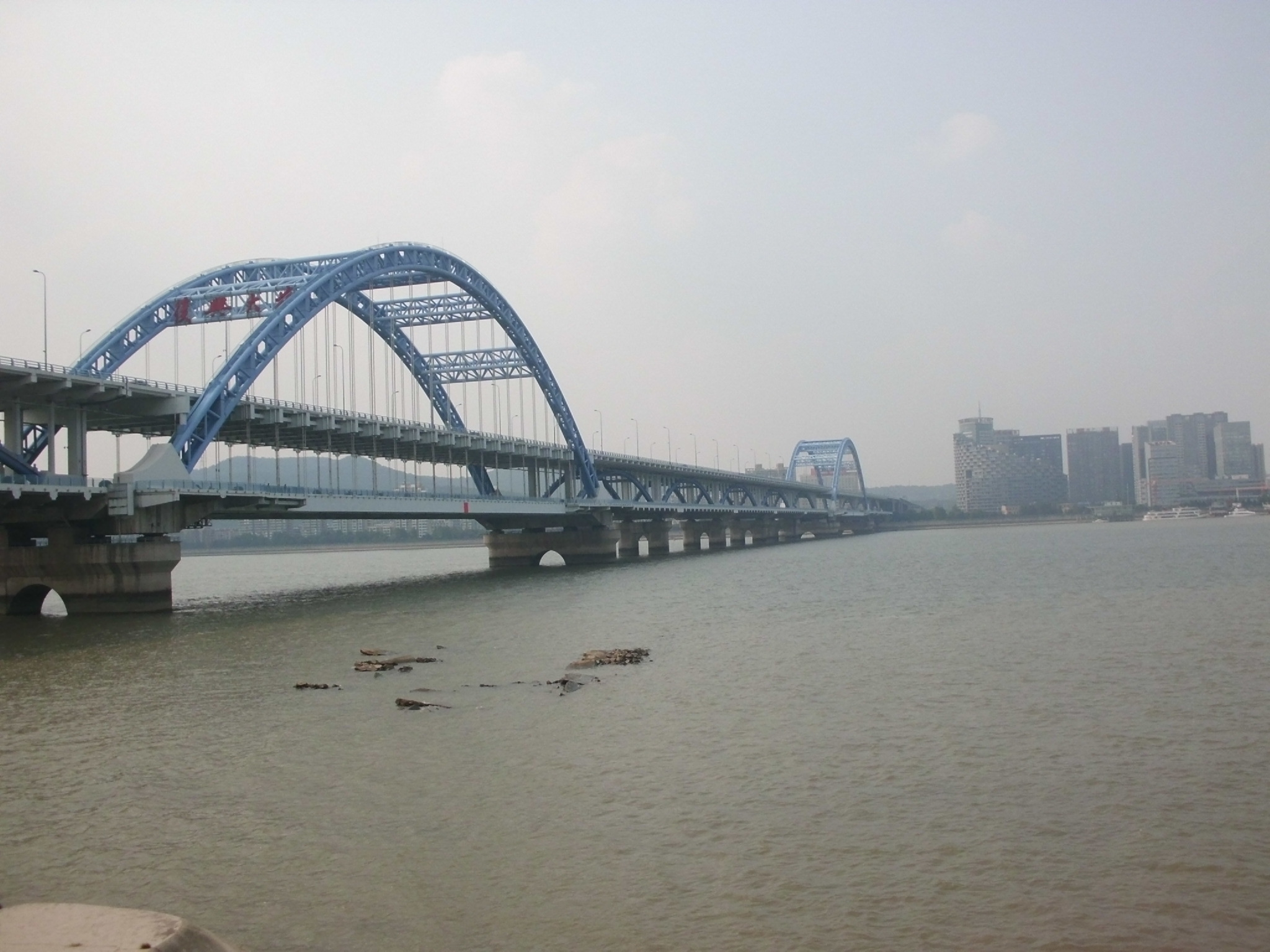
位于南星桥附近的钱江四桥。该桥下层原计划作为地铁过江通道，但由于过江隧道技术的发展而放弃该预留。

1984年，杭州市委托铁道部第二设计院规划了以十字形交叉的两条地面轻轨贯穿杭州老城区的《杭州市轻轨交通系统的可行性研究》。1986年，杭州市规划局委托铁道部隧道工程局勘测设计处编制完成了《环湖轻轨交通可行性研究报告》，委托市城建院、市规划院完成了《少年宫——灵隐高架单轨电车的可行性研究》。该高架单轨始于少年宫，经葛岭、植物园、灵隐、天竺、龙井、梅家坞、九溪、六和塔至夕照山（雷峰塔），总长23.28千米，共设13站。之后又在1989年提出了环湖山下地铁的规划。该规划由2条线路组成，串联起西湖周围的大部分景点。
1992年，北京市城建设计研究院编制完成第一份《杭州轨道交通预可行性研究报告》。1993年2月，杭州市规划设计院编制完成《快速轨道交通线网规划方案》，确定杭州市轨道交通网是由东西线和南北线组成的“十”字线网布局，采用高架单轨形式。其中东西线从古荡至火车东站，远期延伸至下沙；南北线从南星桥至拱宸桥。2线均为地上线路，后于1995年6月，北京城建设计院编制完成《杭州轨道交通一期工程预可行性研究报告》，首次将部分线路（约6公里）更改为地下线路。该规划方案后经多次修改，至1998年版规划，东西线西端已规划延伸至蒋村，南北线南端规划延伸至凤凰城。
但是，1995年12月28日，国务院办公厅发布《国务院办公厅关于暂停审批城市地下快速轨道交通项目的通知》，要求已批准立项和原则同意建设的多个项目停止对外签约，国家计委暂停审批可行性研究报告和开工。因此，杭州地铁项目进入停滞状态，并将主要目标转向对线网规划进行进一步修改。
2001年11月，完成《杭州市轨道交通一期工程可行性研究》。该规划中一期工程线路长度延长到21.1公里，其中地下线9公里，高架线11.9公里，并首次跨越钱塘江。随着2001年3月余杭、萧山两市撤市建区，杭州市主城区范围扩大，余杭临平线与萧山线被纳入地铁一期工程规划。2002年3月，北京市城建设计研究院编制完成《杭州市地铁一号线项目建议书》，线路总长度增加至51公里，并增加了地下线路的长度。该报告于2002年10月上交至国家计委，但由于国务院再次收紧对地铁项目建设的审批，该规划被暂缓审议。

### 一期建设规划（2005—2010年）

2号线列车快速通过下宁桥站。该站由于出入口建设问题而成为一期规划中最后开通的车站。

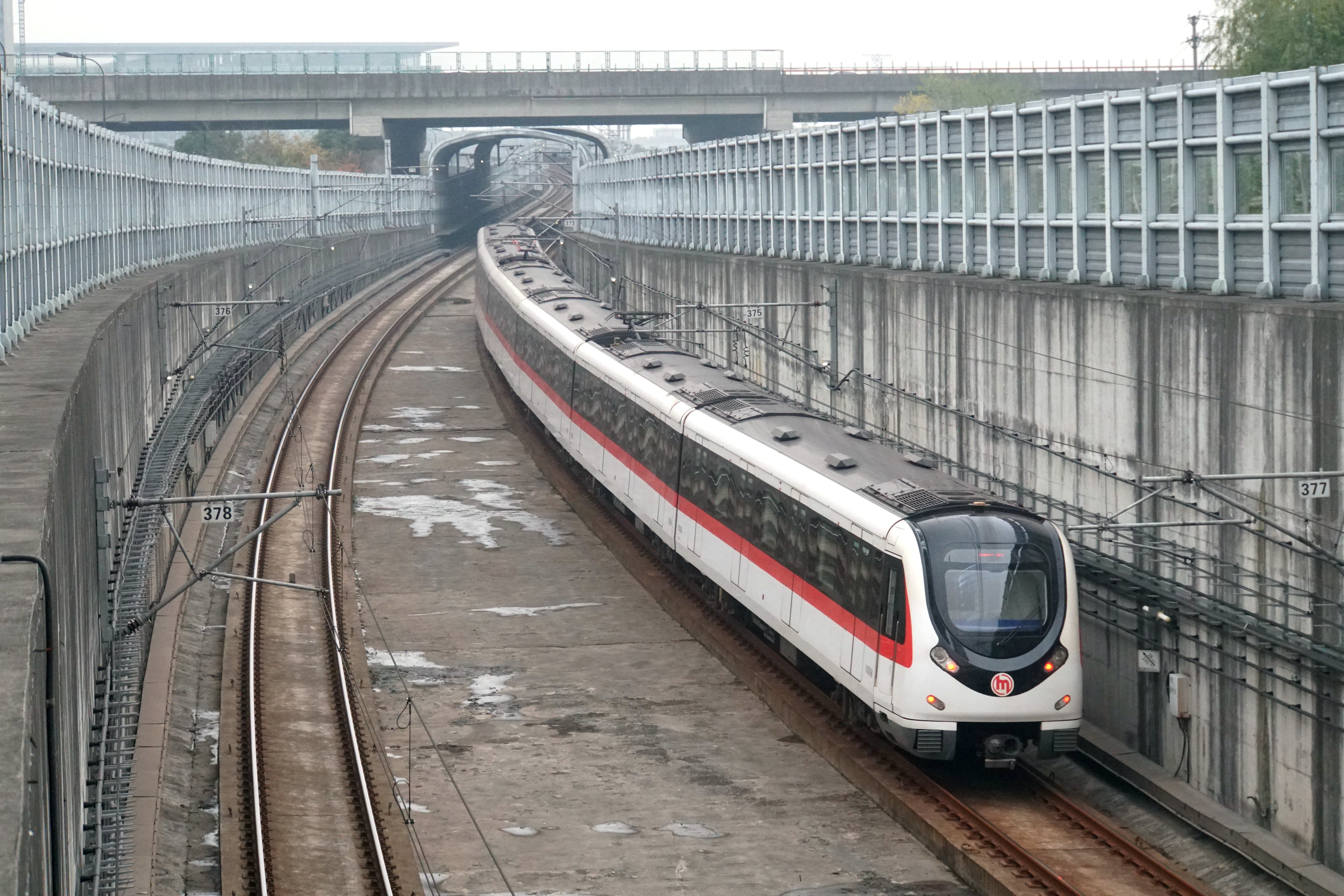
9号线客运中心站-临平站原属1号线，图为1号线列车从余杭高铁站站出地进入高架段

2002年6月6日，杭州市地铁集团有限责任公司成立。
2003年10月，国务院办公厅发布《关于加强城市快速轨道交通建设管理的通知》。同年12月，杭州市再次向国家发改委申报了杭州地铁相关建设规划。与此同时，2003年12月26日，杭州地铁1号线试验段秋涛路站工程开工建设。
2005年6月6日，国家发改委批复《杭州市轨道交通一期建设规划（2005—2010年）》。根据该规划，至2010年，杭州地铁将建成1号线、2号线2条线路，线路全长82.2公里。其中1号线及其支线由湘湖至下沙江滨/临平，2号线由朝阳至丰潭路。2007年3月28日，杭州地铁一期工程开工典礼在客运中心站举行。2008年9月，地铁2号线东南段开始建设。唯2号线西北段（丰潭路站 - 钱江路站）由于位于主城区中心，与1号线同时建设可能会对杭州城区的交通带来影响，该段推迟至2012年才全面开工。
2008年11月15日，1号线湘湖站地铁施工工地发生坍塌事故，共造成21人死亡。该事故导致当时在建的杭州地铁线路全面停工。2012年12月24日，首条线路杭州地铁1号线开通试运营。而直至2020年6月30日2号线下宁桥站开通，一期规划中的所有区间才正式建成通车。

### 二期建设规划（2013—2019年）
2013年6月20日，国家发改委批复《杭州市城市轨道交通近期建设规划（2013-2019年）》。根据该规划，杭州市将在2013年至2019年间建设2号线二期、4号线一期、5号线一期和6号线一期共4条线路，总长度106.6公里，项目总投资698.91亿元。这些线路原计划在2019年前底全部建成，届时，杭州将形成5条线路，总长约190公里的轨道交通基本网络，可覆盖杭州市当时所有的8个城区。
早在2007年，4号线一期城星路站、市民中心站、江锦路站以“钱江新城地下空间连接工程”工程为名义提前开工  ，这使得4号线一期首通段（彭埠站 - 近江站）于2015年2月2日建成通车，成为二期规划中第一条通车的地铁线路。
2014年12月16日，国家发改委批复《浙江省都市圈城际铁路近期建设规划》。根据该规划，至2020年杭州都市圈将建成杭临、杭富、杭海、杭绍4条城际铁路，总里程132.2公里。其中杭临城际（现16号线）与杭富城际（现6号线富阳段）将由杭州地铁建设和运营。

### 三期建设规划（2017—2022年）

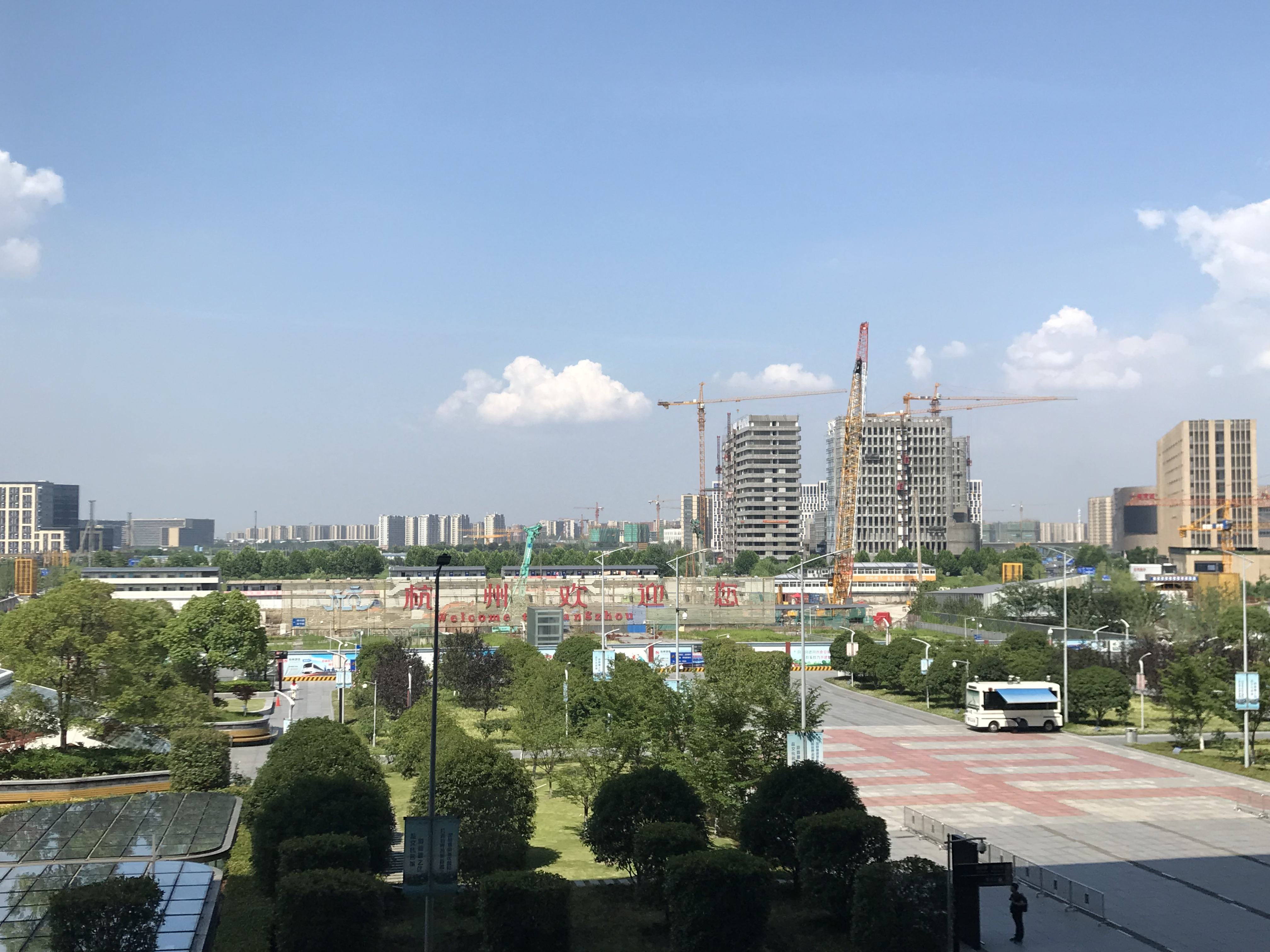
火车东站（东广场）站6号线工地。根据三期规划修编，火车东站站将成为杭州地铁系统内第一个四线换乘站。

2015年9月16日，杭州市成功申办2022年亚运会。2016年12月12日，国家发改委批复《杭州市城市快速轨道交通三期建设规划（2017～2022年）》。该规划包括1号线三期、2号线三期、3号线一期、4号线二期、5号线二期、6号线二期、7号线、8号线一期、9号线一期、10号线一期共计10条线路、里程达196.1公里，建设年限为2017年至2022年，计划在2022年亚运会前全部建成。
2017年12月27日，2号线丰潭路站 - 良渚站区间建成通车，2号线三期成为成为三期规划中第一条通车的地铁线路。
2018年12月26日，国家发改委批复《杭州市城市轨道交通第三期建设规划（2017～2022年）调整》。该规划新增机场快线，3号线（文一西路-星桥路站）北延至西站新城片区，5号线（香樟路站-绿汀路站）西延至老余杭片区，新增线路68公里，总规模里程达到264.1公里。
2022年3月7日，19号线文三路站至沈塘桥站区间右线盾构完成接收，至此，三期工程全线洞通。

### 四期建设规划（2022-2027年）
2022年11月15日，杭州地铁四期建设规划已经获得国家发改委批复。总投资约1380亿元，规划总长度152.9公里，包括3号线二期、4号线三期、9号线二期、10号线二期、10号线三期、12号线一期、15号线一期、18号线一期、5号线五常停车场等9个项目。项目建成后，杭州市将形成669公里的轨道交通网络。

### 通车时间表

杭州地铁建设过程

- 2012年11月24日14:30，地铁1号线（湘湖站 - 文泽路站；客运中心站 - 临平站）通车试运营。其中火车东站站暂缓开通。[25]
- 2013年6月30日首班车起，地铁1号线火车东站站开通运营。[26]
- 2014年11月24日9:15，地铁2号线东南段（朝阳站 - 钱江路站）通车试运营，其中钱江世纪城站暂缓开通。[27]
- 2015年2月2日9:30，地铁4号线首通段（彭埠站 - 近江站）通车试运营，其中新塘站暂缓开通。[28]
- 2015年6月28日首班车起，地铁4号线新塘站开通运营。[29]
- 2015年11月24日10:30，地铁1号线下沙延伸段（文泽路站 - 下沙江滨站）开通运营。[30]
- 2016年4月28日首班车起，地铁2号线钱江世纪城站开通运营。[31]
- 2017年7月3日15:30，地铁2号线一期西北段（古翠路站 - 钱江路站）开通运营，其中下宁桥站暂缓开通。[32]
- 2017年12月27日17:00，地铁2号线二、三期（良渚站 - 古翠路站）开通运营，2号线成为杭州第一条全线开通的地铁线路。[33]
- 2018年1月9日17:30，地铁4号线一期西南段（近江站 - 浦沿站）开通运营，其中联庄站暂缓开通。[34]
- 2018年6月6日首班车起，地铁4号线联庄站开通运营。[35]
- 2019年6月24日15:00，地铁5号线首通段（良睦路站 - 善贤站）开通运营。[36]
- 2020年4月23日16:30，地铁5号线后通段、地铁16号线开通运营，其中5号线宝善桥站和火车南站站暂缓开通。[37]
- 2020年6月30日首班车起，地铁2号线下宁桥站、5号线火车南站站开通运营。
- 2020年12月30日11:00，地铁1号线三期（下沙江滨站 - 萧山国际机场站）、6号线一期（双浦站 - 钱江世纪城站）、6号线杭富段（桂花西路站 - 美院象山站）、7号线首通段（奥体中心站 - 江东二路站）开通运营。[38]
- 2021年4月29日首班车起，地铁6号线之浦路站开通运营。[39]
- 2021年6月28日10:30，地铁8号线一期（文海南路站 - 新湾路站）开通运营。同日14:30，杭海城际铁路（余杭高铁站-浙大国际校区站）开通运营。[40]
- 2021年7月10日首班车起，地铁1号线临平支线（客运中心站-临平站）调整为地铁9号线独立运营。[41]
- 2021年9月17日15:00，地铁9号线一期北段（临平站-龙安站），7号线奥体中心站（不含）-市民中心站开通运营。[42]
- 2021年11月6日首班车起，地铁6号线二期（丰北站-枸桔弄站）开通运营，其中丰北站和亚运村站暂缓开通[43]。
- 2022年2月21日11:00，地铁3号线一期首通段（潮王路站至星桥站）、4号线二期、10号线一期首通段（翠柏路站至逸盛路站）开通运营，其中独城生态公园站暂缓开通。[44]
- 2022年4月1日10:00，地铁5号线宝善桥站、地铁7号线后通段（吴山广场站至市民中心站（不含）），9号线一期南段（观音塘站至客运中心站（不含））开通。其中7号线莫邪塘站、9号线五堡站、六堡站暂缓开通。[45]
- 2022年4月22日，地铁7号线莫邪塘站开通运营。
- 2022年6月10日10:00，地铁3号线一期后通段（文一西路站至西湖文化广场站, 西溪湿地南站至石马站）开通运营，其中创明路站和武林门站暂缓开通。
- 2022年6月24日首班车起，地铁10号线学院路站开通运营。
- 2022年7月20日首班车起，地铁3号线武林门站开通运营。
- 2022年9月22日14:00，地铁3号线一期调整（北延段）（龙舟北路站至吴山前村站）、10号线一期后通段（学院路站（不含）至黄龙体育中心站）、19号线开通运营，其中3号线汤家村站、10号线/19号线文三路站、19号线苕溪站、荆长路站、五联站和驿城路站暂缓开通。[46]
- 2022年12月14日首班车起，地铁9号线五堡站、六堡站开通运营[47]。
- 2023年2月21日首班车起，地铁10、19号线换乘站文三路站及地铁6号线丰北站、亚运村站开通运营[48]。
- 2023年11月30日运营开始起，19号线五联站、驿城路站开通运营[49]。
- 2025年1月1日，5号线南湖东站开通。
- 2025年6月30日，19号线荊長路站开通。
- 2025年7月26日，4号线独城生态公园站开通。

## 线路
截至2022年9月，杭州地铁共开通1号线、2号线、3号线、4号线、5号线、6号线、7号线、8号线、9号线、10号线、16号线、19号线等12条线路。
服务时间最早首班车05:41，最迟末班车0:18。在6:10~22:30的时间段内，全网络车站均能提供服务。
|          |          |                |                |                |                |          |                   |          |          |          |                                  |                        |
| 线路名称 | 线路名称 | 首段开通日期   | 最近延伸日期   | 起点站／终点站 | 起点站／终点站 | 车站数目 | 运营长度 （公里） | 车型编组 | 峰值车速 | 配车数量 | 车辆段 / 停车场                  | 运营单位               |
|          | 1号线    | 2012年11月24日 | 2020年12月30日 | 湘湖           | 萧山国际机场   | 33       | 53.07             | 6B       | 80km/h   | 80列     | 七堡车辆段 湘湖停车场 南阳停车场 | 杭港公司               |
|          | 2号线    | 2014年11月24日 | 2017年12月27日 | 朝阳           | 良渚           | 33       | 42.82             | 6B鼓     | 80km/h   | 66列     | 蜀山车辆段 双桥停车场            | 运营公司（客运一公司） |
|          | 3号线    | 2022年2月21日  | 2022年9月22日  | 吴山前村       | 星桥           | 37       | 56                | 6AH      | 80km/h   | 78列     | 星桥车辆段 小和山停车场          | 运营公司（客运二公司） |
| 石马     | 3号线    | 2022年2月21日  | 2022年9月22日  |                | 星桥           | 37       | 56                | 6AH      | 80km/h   | 78列     | 星桥车辆段 小和山停车场          | 运营公司（客运二公司） |
|          | 4号线    | 2015年2月2日   | 2022年2月21日  | 浦沿           | 池华街         | 33       | 47                | 6B鼓     | 80km/h   | 61列     | 七堡停车场 勾庄车辆段            | 运营公司（客运一公司） |
|          | 5号线    | 2019年6月24日  | 2025年1月1日   | 南湖东         | 姑娘桥         | 40       | 56.21             | 6AH      | 80km/h   | 61列     | 五常车辆基地 姑娘桥停车场        | 杭港公司               |
|          | 6号线    | 2020年12月30日 | 2021年11月6日  | 桂花西路       | 枸桔弄         | 36       | 58.3              | 6AH      | 100km/h  | 54列     | 双浦车辆段 丰北停车场            | 运营公司（客运二公司） |
| 双浦     | 6号线    | 2020年12月30日 | 2021年11月6日  |                | 枸桔弄         | 36       | 58.3              | 6AH      | 100km/h  | 54列     | 双浦车辆段 丰北停车场            | 运营公司（客运二公司） |
|          | 7号线    | 2020年12月30日 | 2022年4月1日   | 吴山广场       | 江东二路       | 24       | 47.63             | 6A       | 100km/h  | 34列     | 盈中车辆段 江东三路停车场        | 运营公司（客运三公司） |
|          | 8号线    | 2021年6月28日  | -              | 文海南路       | 新湾路         | 9        | 17.17             | 6A       | 100km/h  | 11列     | 新湾车辆段                       | 运营公司（客运三公司） |
|          | 9号线    | 2012年11月24日 | 2022年4月1日   | 观音塘         | 龙安           | 21       | 29.53             | 6B鼓     | 80km/h   | 31列     | 昌达路车辆段                     | 运营公司（客运一公司） |
|          | 10号线   | 2022年2月21日  | 2022年9月22日  | 黄龙体育中心   | 逸盛路         | 12       | 13.4              | 6A       | 80km/h   | 16列     | 仁和车辆段                       | 运营公司（客运三公司） |
|          | 16号线   | 2020年4月23日  | -              | 九州街         | 绿汀路         | 12       | 35.12             | 4B鼓     | 120km/h  | 21列     | 上泉车辆基地                     | 运营公司（客运二公司） |
|          | 19号线   | 2022年9月22日  | -              | 苕溪           | 永盛路         | 17       | 59.14             | 6A       | 120km/h  | 45列     | 仓前车辆段 靖江停车场            | 运营公司（客运三公司） |
| 总计     | 总计     | 总计           | 总计           | 总计           | 总计           | 308      | 516               |          |          |          |                                  |                        |

注释
1. ↑  不包含暂缓开通的创明路站和汤家村站
2. ↑  客运中心至临平段于2012年11月24日以1号线支线名义开通，2021年7月10日起作为9号线运营
3. ↑  不包含暂未开通的苕溪站

- 1号线为倒“U”形走向的主干线，沟通主城区与江南副城、下沙副城和萧山机场，并连接杭州站与杭州东站两大铁路枢纽。
- 2号线为西北 - 东南走向的主干线，依次连接良渚、三墩、城西、主城区、钱江世纪城和萧山城区。
- 3号线为东北 - 西南走向的主干线，由主线与小和山支线组成。依次连接临平星桥、丁桥、城北、主城区、西湖北线、城西天目山路沿线和小和山、未来科技城。
- 4号线为“?”形走向走向的次干线，依次连接浦沿、西湖景區南綫、钱江新城、城东新城、新天地、半山、杭钢、运河新城和三墩镇北部地区。
- 5号线为大致西北-东南走向的次干线，连接未来科技城、城西、城北、主城区、滨江、萧山等地区。
- 6号线为东北 - 西南走向的次干线，依次连接城东新城、钱江世纪城、奥体中心、滨江区沿江区域、转塘、双浦和富阳城区。远期计划北延伸至半山田园区域、南延伸至富阳高铁站。
- 7号线为西 - 东 - 北走向的次干线，依次连接吴山景区、钱江新城、奥体博览城、钱江世纪城、萧山机场和大江东片区。
- 8号线为西-东走向的连接线，连接下沙副城与大江东片区。
- 9号线为南-北走向的次干线，连接钱江新城与临平山北片区。
- 10号线为南北走向的连接线，贯穿城西地区，依次连接黄龙、翠苑、和睦、北部软件园和农副产品物流中心。远期计划北延伸连接杭州至德清城际铁路。
- 16号线为郊区放射线，线路连接临安市区和未来科技城，为临安区与主城区连接的一条交通大动脉。
- 19号线为机场快线，连接杭州西站、杭州东站与萧山国际机场，为杭州横跨东西的干线快线。

- 1号线婺江路站中空站厅与“江海潮会”浮雕艺术墙
- 2号线良渚站良渚文化玉琮主题装饰
- 3号线仿三宅一生风格装饰的桃花湖公园站
- 4号线市民中心站星空穹顶
- 5号线杭师大仓前站金黄色向日葵主题拱顶
- 6号线音乐学院站的抽象风格装饰
- 6/7号线奥体中心站奥运五环灯饰
- 7号线萧山国际机场站“云上的日子”主题装饰
- 8号线冯娄村站可变色拱形吊顶
- 行驶在露天下的9号线列车
- 16号线青山湖科技城站银杏风格装饰

## 车站

### 出入口

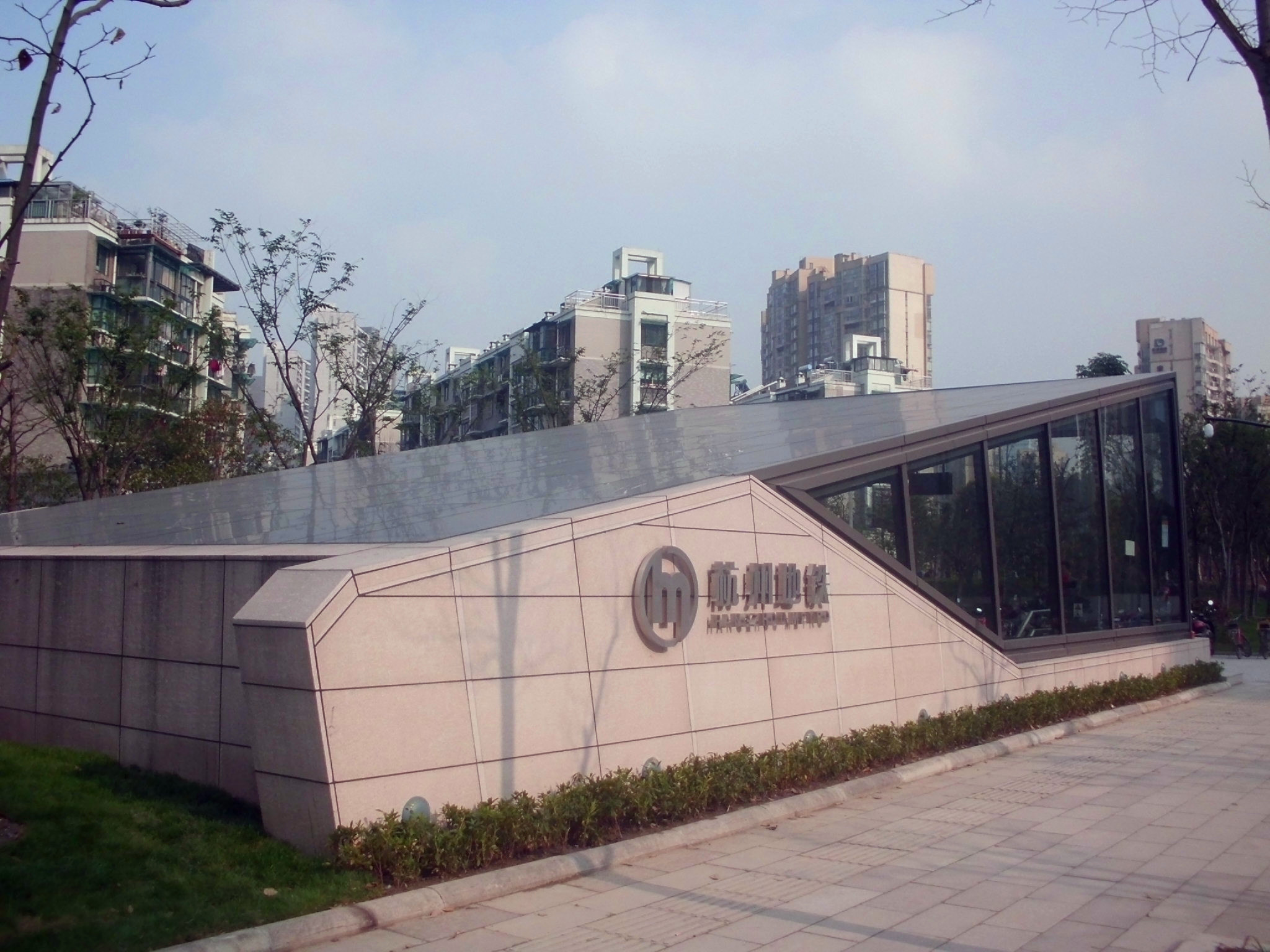
钱江路站A口

杭州地铁地下车站出入口大多为一个外形类似略向地下方向倾斜，向前上方开口的长方体，上表面与开口方向的侧面有玻璃覆盖。亦有类似凤起路站和古翠路站部分出入口的不加顶棚的出入口。城星路站等大型商业设施周边的车站多有出入口与商业设施地下层相连。出入口多设自动扶梯连接地面与站厅层。部分车站另设有垂直电梯直接连接地面与站厅。
出入口外设有写有车站名称与出入口编号的指示牌，上标有距离该出入口最近的居住区、商业设施或地标名称。距出入口300米起的路段设有绿底白字的指示牌，上标有地铁标志、路线名、距离与方向，引导步行前往地铁站的客流。部分出入口外设有杭州公共自行车服务点，方便乘客“最后一公里”的出行。另外，多数出入口外设有杭州公交站点。公交线路站牌上亦用杭州地铁标志表示出可换乘地铁的公交站，引导公交换乘地铁的客流。

### 站厅

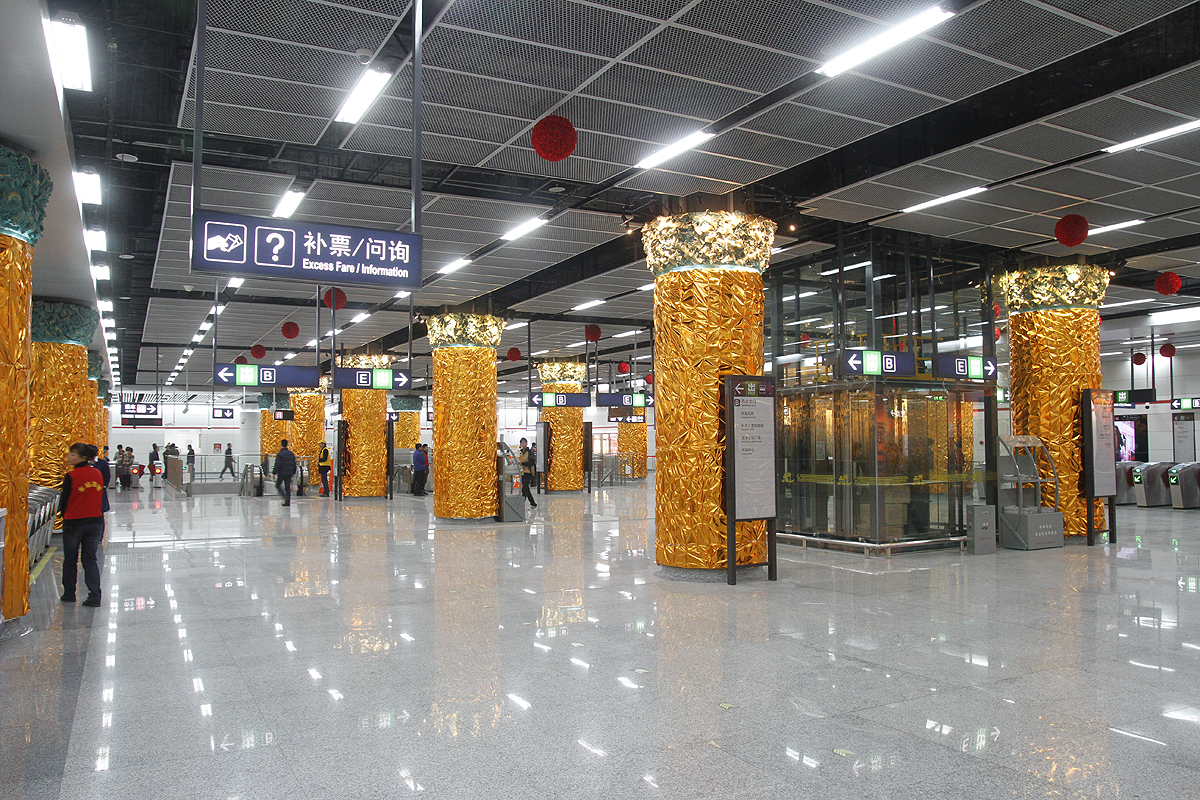
武林广场站站厅

杭州地铁站厅非付费区内设置有自助售票机与支付宝购票机，亦设有客服中心提供人工服务。部分车站设置有杭州通自动充值机。大部分车站在非付费区内设有便利店及公共厕所等设施，付费区内设有通往站台层的自动扶梯与直梯。
杭州地铁车站均使用门式闸机。闸机采用右手持票原则，进站时，乘客需站在黄线以外，右手持单程票、一日票等其他企画票或杭州通在闸机感应器上检票方可进站，出站时单程票卡插入闸机由投票口回收后方可出站，杭州通和其他票种在感应器上读卡确认后出站。进出站不成功的需在客服中心办理充值或人工服务。2017年12月27日起，杭州地铁车站所有闸机开始支持银联云闪付和支付宝乘车码功能。乘客可直接使用具有闪付功能的银联卡或手机进出闸机而无需使用自动售票机。闪付方式进出站操作与杭州通和其他票种相同。支付宝方式需事先领取杭州地铁乘车码，进出闸机时将乘车码放入传统感应区下方的扫码区方可进出站。
杭州地铁所有车站均设有较为严格的安全检查，特别是城站站等位于大型客运枢纽的车站（杭州东站、杭州南站、杭州西站已经实施国铁换乘地铁单向免安检）及武林广场站等客流量较大的车站在从入口进入站厅时就进行安全检查，其余车站均在进入闸机之前进行安检。部分客流量大的车站设有大型安检仪器以便对大型行李进行检查。
杭州地铁大多数车站的站厅层设置有便利店和自动售货机。部分地处繁华地带的车站或是建设有折返线的车站，如钱江路站、凤起路站，景芳站等的站厅层付费区外设置有专门的商业街店铺。

### 站台

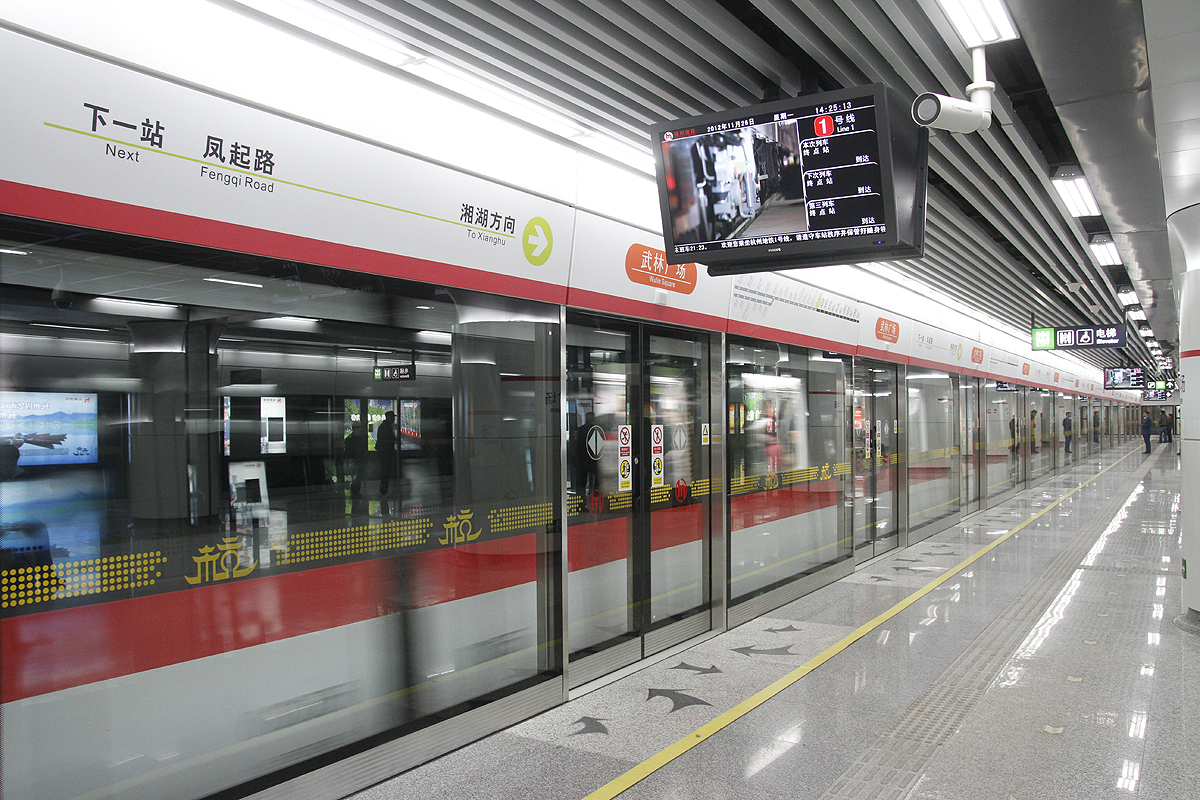
站台与列车

杭州地铁大部分地下站台为岛式站台,设置有全高屏蔽门，高架站台均设置有半高屏蔽门。屏蔽门外1米左右划有黄线，黄线外有以绿线划成的候车区引导候车队列的形成。站台内设有少量石英石材质，外表绘制山水画的异形石凳供乘客休息。每个站台内配置有一至数名站务员和志愿者进行候车礼仪之类的引导，并协助司机进行开关车门的确认。有时站务员亦有阻止乘客对车站设施进行摄影的行为。
站台两端墙面贴有全网运营线路图。部分车站站台内设有食品与饮料的自动贩卖机。
站台上及车厢原则禁止饮食，但目前尚无处罚规定及案例。

## 车辆、场段、控制中心

### 车辆

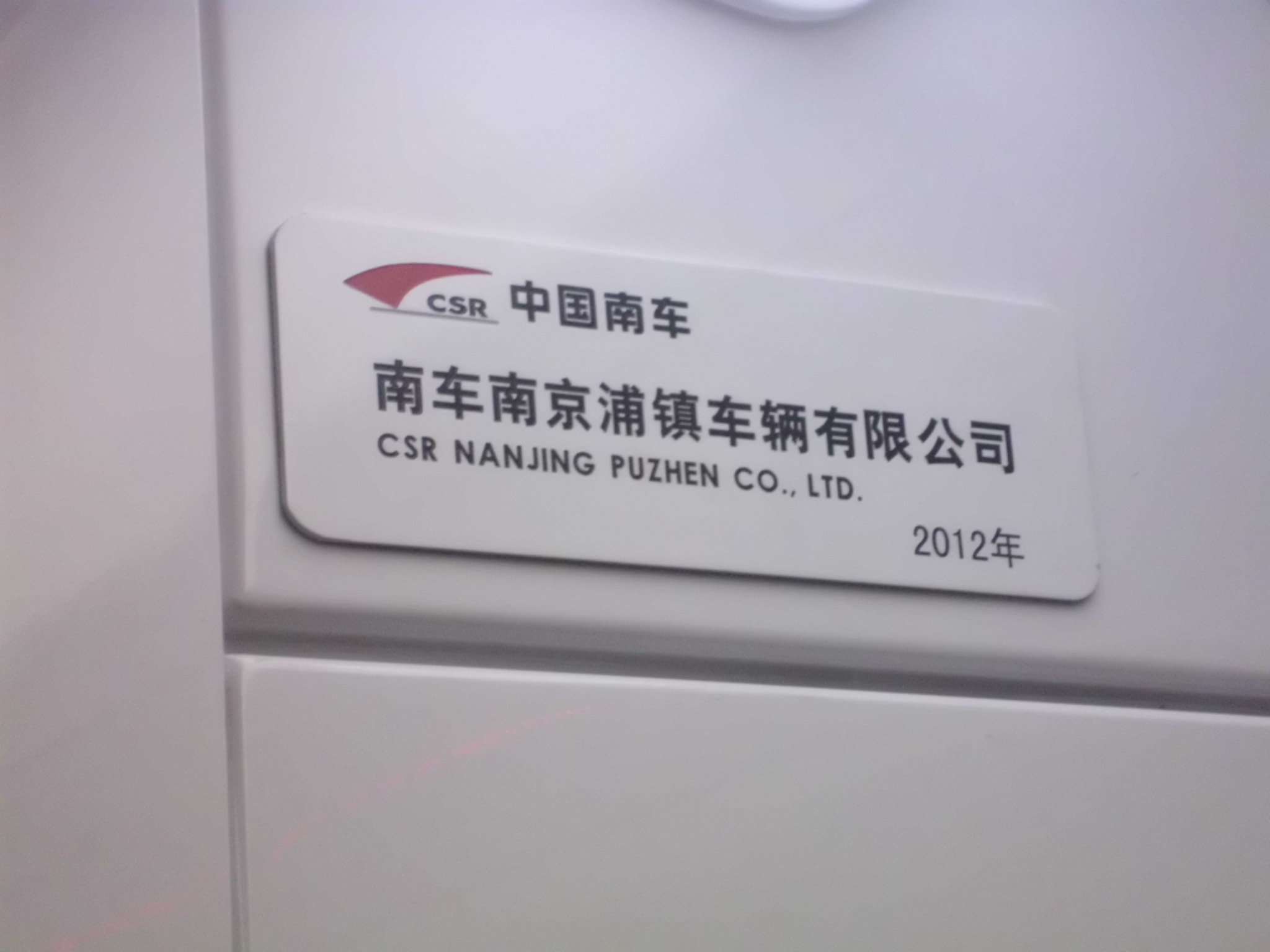
一号线车辆供应商为中国南车南京浦镇车辆有限公司

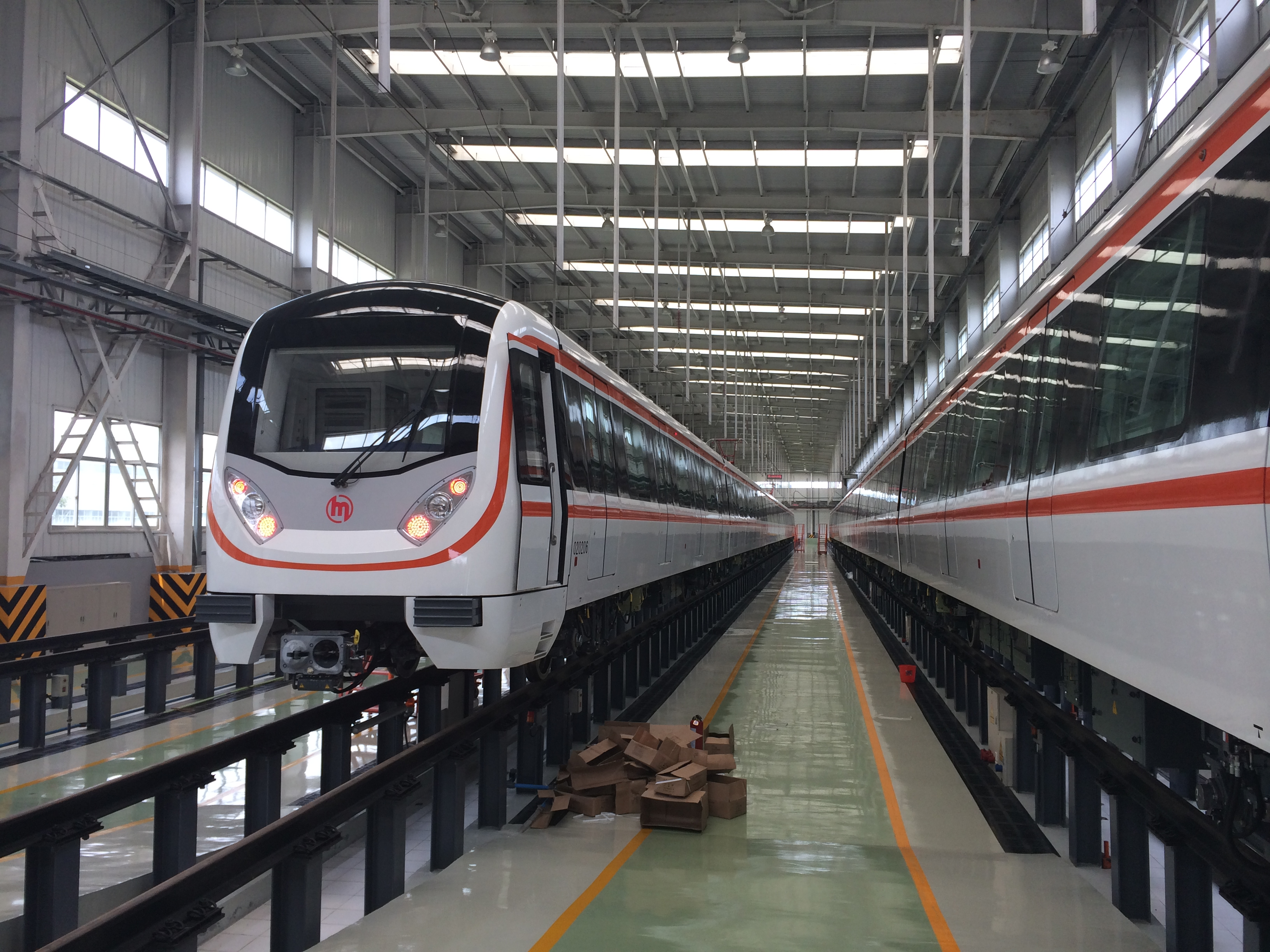
杭州地铁的通用型车辆模板，由西班牙LKS Diara Design设计，图为2号线列车。

- 杭州地铁1、2、4、9、16号线选用B型车（每辆车每侧有4对车门），每节车厢长19米，宽2.8米（2/4/9/16号线使用鼓型车，宽2.88m），高3.8米（含车轮）。1/2/4/9号线车辆的编组方式为6辆编组、4动2拖[51]，16号线车辆为4辆编组，3动1拖（头车各有一个转向架带有动力）。

- 3、5及6号线采用“AH”型车辆，为杭州地铁特制的地铁车型，其中的“H”意为杭州特制[52]。在每节车长度19米、高度3.8米（含车轮）与B型车相同的情况下[53]，宽度加宽到了A型车的3.08米。车门宽度为A型车的1.4米。根据计算，AH车型最大可容纳1584-2260人，载客量是B型车的110%。[54]

- 7、8、10及19号线采用国标的A型车（每辆车每侧有5对车门），每节车厢长22米，宽3.08米，6节满载乘客可达2400人。

1号线一二期列车及10号线列车牵引系统采用西门子公司技术牵引系统，1号线三期增购/2/3/4/5/6/7/8/9/16/19号线采用中车时代牵引系统。直流1500伏架空接触网受流。除9号线外，车辆制动系统均采用克诺尔集团的EP2000系列产品。车体采用铝合金全焊接结构，结构设计寿命在30年以上。车内采用LED（发光二极管）光源发光，结构强度选用欧洲标准（EN系列标准）。车辆防火材料采用英国防火标准（BS系列标准）。列车可通过广播、液晶显示器播出实时的新闻、气象等电视节目。
1/2/3/4/5/9/10号线列车运行最高速度为80公里/小时，全线平均速度大于37公里/小时。6/7/8号线列车设计最高速度为100公里/小时。16/19号线列车运行最高速度为120公里/小时，全线平均速度大于60公里/小时。
B型车辆的额定载员带司机室车最多为230人，不带司机室车为245人。
| 线路                | 线路   | 车辆名称       | 车辆厂型号 | 车型 编组 | 编组形式          | 最高时速 | 列数        | 编号范围    | 制造年份      | 首次载客日期   |
| ------------------- | ------ | -------------- | ---------- | --------- | ----------------- | -------- | ----------- | ----------- | ------------- | -------------- |
|                     | 1号线  | 1号线列车      | PM0G       | 6B        | =Tc-Mp-M+M-Mp-Tc= | 80km/h   | 48          | 01001~01048 | 2010年        | 2012年11月18日 |
| 1号线增购列车       | 1号线  | PM121          | 24         | 6B        | =Tc-Mp-M+M-Mp-Tc= | 80km/h   | 01049~01072 |             | 2018年9月18日 |                |
| 1号线三期列车       | 1号线  | PM144          | 8          | 6B        | =Tc-Mp-M+M-Mp-Tc= | 80km/h   | 01073~01080 | 2019年      | 2021年1月30日 |                |
|                     | 2号线  | 2号线一期列车  | PM066      | 6B        | =Tc-Mp-M+M-Mp-Tc= | 80km/h   | 27          | 02001~02027 | 2012年        | 2014年11月18日 |
| 2号线二期列车       | 2号线  | PM098          | 17         | 6B        | =Tc-Mp-M+M-Mp-Tc= | 80km/h   | 02028~02044 | 2016年      |               |                |
| 2号线三期列车       | 2号线  | PM134          | 2          | 6B        | =Tc-Mp-M+M-Mp-Tc= | 80km/h   | 02045~02046 | 2018年      |               |                |
| 2号线一期增购列车   | 2号线  | PM138          | 20         | 6B        | =Tc-Mp-M+M-Mp-Tc= | 80km/h   | 02047~02066 | 2019年      |               |                |
|                     | 3号线  | 3号线一期列车  | PM178      | 6AH       | =Tc-Mp-M-M-Mp-Tc= | 80km/h   | 72          | 03001~03072 | 2021年        | 2022年2月21日  |
| 3号线一期北延段列车 | 3号线  | 6              | PM178      | 6AH       | =Tc-Mp-M-M-Mp-Tc= | 80km/h   | 03073~03078 |             | 2021年        | 2022年2月21日  |
|                     | 4号线  | 4号线一期列车  | PM082      | 6B        | =Tc-Mp-M+M-Mp-Tc= | 80km/h   | 29          | 04001~04029 | 2014年        | 2015年2月2日   |
| 4号线二期列车       | 4号线  | PM174          | 32         | 6B        | =Tc-Mp-M+M-Mp-Tc= | 80km/h   | 04030~04061 | 2020年      | 2021年12月4日 |                |
|                     | 5号线  | 5号线一期列车  | PM126      | 6AH       | =Tc-Mp-M+M-Mp-Tc= | 80km/h   | 61          | 05001~05061 | 2018年        | 2019年6月24日  |
| 5号线增购列车       | 5号线  | PMAAD          | 9          | 6AH       | =Tc-Mp-M+M-Mp-Tc= | 80km/h   | 05062~05070 | 2024年      | 2025年1月13日 |                |
|                     | 6号线  | 6号线一期列车  | PM119      | 6AH       | =Tc-Mp-M-M-Mp-Tc= | 100km/h  | 30          | 06001~06030 | 2016年        | 2020年12月30日 |
| 杭富城际列车        | 6号线  | 12             | PM119      | 6AH       | =Tc-Mp-M-M-Mp-Tc= | 100km/h  | 06031~06042 |             | 2016年        | 2020年12月30日 |
| 6号线二期列车       | 6号线  | PM146          | 12         | 6AH       | =Tc-Mp-M-M-Mp-Tc= | 100km/h  | 06043~06054 | 2019年      |               |                |
|                     | 7号线  | 7号线列车      | PM157      | 6A        | =Tc-Mp-M-M-Mp-Tc= | 100km/h  | 34          | 07001~07034 | 2020年        | 2020年12月30日 |
|                     | 8号线  | 8号线一期列车  | PM158      | 6A        | =Tc-Mp-M-M-Mp-Tc= | 100km/h  | 11          | 08001~08011 | 2020年        | 2021年6月28日  |
|                     | 9号线  | 9号线一期列车  | PM145      | 6B        | =Tc-Mp-M-M-Mp-Tc= | 80km/h   | 31          | 09001~09031 | 2020年        | 2021年7月10日  |
|                     | 10号线 | 10号线一期列车 | PM170      | 6A        | =Tc-Mp-M-M-Mp-Tc= | 80km/h   | 16          | 10001~10016 | 2020年        | 2022年2月21日  |
|                     | 16号线 | 杭临城际列车   | PM133      | 4B        | =TMc-Mp-Mp-TMc=   | 120km/h  | 21          | 16001~16021 | 2019年        | 2020年4月23日  |
|                     | 19号线 | 杭快线列车     | PM179      | 6A        | =Tc-Mp-M-M-Mp-Tc= | 120km/h  | 45          | 19001~19045 | 2021年        | 2022年9月22日  |

- 1号线（B型梯形车，6节编组）
- 2号线（B型鼓形车，6节编组）
- 3号线（AH型鼓形车，6节编组）
- 4号线（B型鼓形车，6节编组）
- 5号线（AH型鼓形车，6节编组）
- 6号线（AH型鼓形车，6节编组）
- 7号线（A型鼓形车，6节编组）
- 8号线（A型鼓形车，6节编组）
- 9号线（B型鼓形车，6节编组）
- 10号线（A型鼓形车，6节编组）
- 16号线（B型鼓形车，4节编组）
- 19号线（A型鼓形车，6节编组）

### 车辆基地
杭州地铁目前共有12个车辆段与9个停车场投入使用。其中七堡车辆段为1、4号线共用，上盖有七堡车辆段综合体，包含地铁维修大楼、地铁控制中心、运营中心等地铁功能建筑，以及住宅、酒店、写字楼等开发建筑。

### 控制中心
杭州地铁七堡控制中心及七堡第二控制中心位于七堡车辆段综合体内，目前负责1-10号线及16、19号线的运营调度工作。
此前曾有七甲河控制中心规划，位于奥体中心站旁，单独负责6、7号线的运营调度工作。但该计划已取消，以七堡第二控制中心代替。

## 车票
车票分为单程票、储值票、乘次票、出站票、纪念票、测试票、特种通行票、员工票等几种类型。

杭州地铁及线网内杭海城际、绍兴地铁单程票

### 票价
2012年10月18日，杭州市政府公布地铁票价采用里程分段计价，起步价2元可乘4公里，4至12公里每1元可乘4公里，12至24公里每1元可乘6公里，24公里以上每1元可乘8公里。杭州地铁单程最长距离为96.7公里，为16号线九州街站至8号线新湾路站。
| ¥2 0 ~ 4 km¥3 4 ~ 8 km¥4 8 ~ 12 km¥5 12 ~ 18 km¥6 18 ~ 24 km¥7 24 ~ 32 km+ ¥1 ~ +8 km \| \| \| \| \| \| \| \| |  |  |  |  |  |  |
| |  |  |  |  |  |  |

该地铁票价不仅适用于1号线，也适用于将来开通的各条地铁线。杭州的票价跳档里程和票价水平与广州、深圳、东莞相同，起步票价低于上海，为全国第二高的地铁票价。但远距离乘坐杭州地铁所产生的票价，将高于上海，排名全国第一位。杭州地铁票价基本是公交车票价的2-4倍，导致许多生活在杭州的人不满，如下沙高教园区的大学生群体。
同时，在各个车站服务中心出售一日票与三日票。一日票售价15元/张，三日票售价40元/张。其中一日票在首次刷卡进站后24小时内无限次进站乘坐，三日票在首次刷卡进站后72小时内无限次进站乘坐，在有效时间内不限线路、不限车站、不计里程、不计次数，但一日票和三日票不可用于杭海城际和绍兴地铁。
目前杭州都市区轨道交通最高票价为26元，由杭海城际的浙大国际校区站至绍兴地铁1号线的芳泉站，车站付费区内限制停留时间为240分钟，超出者按照全网最高票价（26元）补交票款。

### 购票方式
目前支持站内购票机购票，购票机分为仅支持硬币、支持所有现金等类型，支持银联卡闪付和手机闪付。乘客也可以通过支付宝、杭州地铁等手机app预约购票，而后在站内取用实体地铁票。客服中心也可进行人工购票服务，支持付款码等多种方式。单程票的实体票将会在车站时由闸机回收，其他方式购票者直接扫码或刷卡检票出站即可。
所有闸机均支持储值卡（杭州市民卡、杭州通、各类优惠卡、异地交通联合卡）、支付宝乘车码、微信乘车码、云闪付App乘车码、杭州地铁App乘车码、杭州市民卡App乘车码、银联卡和银联手机闪付，乘客无须购买实体票即可进出站。地铁站客服中心可以对储值卡进行人工充值服务，站内也有相关充值机器。
2017年12月27日起，站内部分闸机支持支付宝扫码与银联闪付/云闪付进行结算。2018年3月28日起，杭州地铁全部闸机支持上述支付方式。
为配合长三角一体化建设，杭州地铁App已经与上海地铁、宁波轨道交通、温州轨道交通、合肥轨道交通、南京地铁官方客户端乘车二维码实现互联互通。从2020年5月12日起，杭州地铁完成全国交通一卡通互联互通改造，乘客可使用全国所有交通联合卡在杭州地铁直接刷卡过闸。

### 优惠措施
已开通电子钱包的杭州市民卡、杭州通卡（通用卡、学生卡、长者卡），在激活地铁应用功能后，即可乘坐地铁，享受票价优惠和公共交通换乘优惠（常规公交/水上巴士）。自然月内乘坐公共交通线路累计消费金额50元以内的，每乘次享受9折优惠；累计消费在50（含）至100元的，每乘次享受7折优惠；累计消费在100元（含）以上的，每乘次享受5折优惠。
60周岁至69周岁的老年人，凭本人有效证件或相应乘车卡享受单程票票价的5折优惠。70周岁及以上老年人，凭有效证件，在法定工作日高峰时段（7:00-8:30；17:00-18:30，以进入地铁付费区时间为准）须购买半价单程票乘车，其余运营时段凭本人有效证件或相应乘车卡免费乘车。成年乘客可免费带领身高不足1.3米的儿童乘车，身高1.3米以下的儿童不得单独乘车。
离休干部、军人、残疾军人、国家综合性消防救援人员、因公致残的人民警察、烈士遗属、因公牺牲军人遗属、病故军人遗属、浙江省无偿献血荣誉证获得者、重度残疾人、绍兴市和海宁市户籍轻度残疾人凭本人有效证件或相应乘车卡免费乘车。杭州市见义勇为人员、杭州市户籍轻度残疾人仅凭乘车卡免费乘车。持证乘客可到车站客服中心，领取免费单程票从闸机进、出站。
当乘客持优惠单程票（免费单程票、半价单程票）、优惠公交IC卡（残疾人卡、老年优惠卡、学生卡等优惠票种）在闸机刷卡进闸、出闸时，闸机顶部亮蓝灯，并有刘彦录制的提示音：“长者卡”“学生卡”“请通行”。地铁工作人员可以直观辨别乘客是否使用优惠票卡，以防止违规行为。杭海城际和绍兴地铁的闸机，此功能与杭州地铁一致。

### 互联互通
杭州地铁与同属于杭州都市区轨道交通的绍兴地铁及杭海城际一票制互联互通，从都市区内任一车站前往其他车站均可在付费区内进行换乘，无需出站重新购票。但三地票价采用分段计价模式，不以里程连续计费。
使用杭州或绍兴发行的储值卡乘坐地铁跨市时，可享受储值卡发行地所属地铁系统提供的优惠政策，不享受异地优惠政策。例如：2022年4月29日，使用杭州通·通用卡从龙翔桥站进站，在鲁迅故里站出站，进站前90分钟未坐过公交，则票价为：6*0.91+8=13.46元。

### 其他服务
杭州地铁全网支持付押免费借用长柄雨伞，以方便在雨天公交出行不便的人群。在杭州地铁App缴纳20元押金，然后前往任意站点客服中心借用即可。7天（168小时）内到任一站点归还即可退押金。

## 标识

### 标志

杭州地铁标志

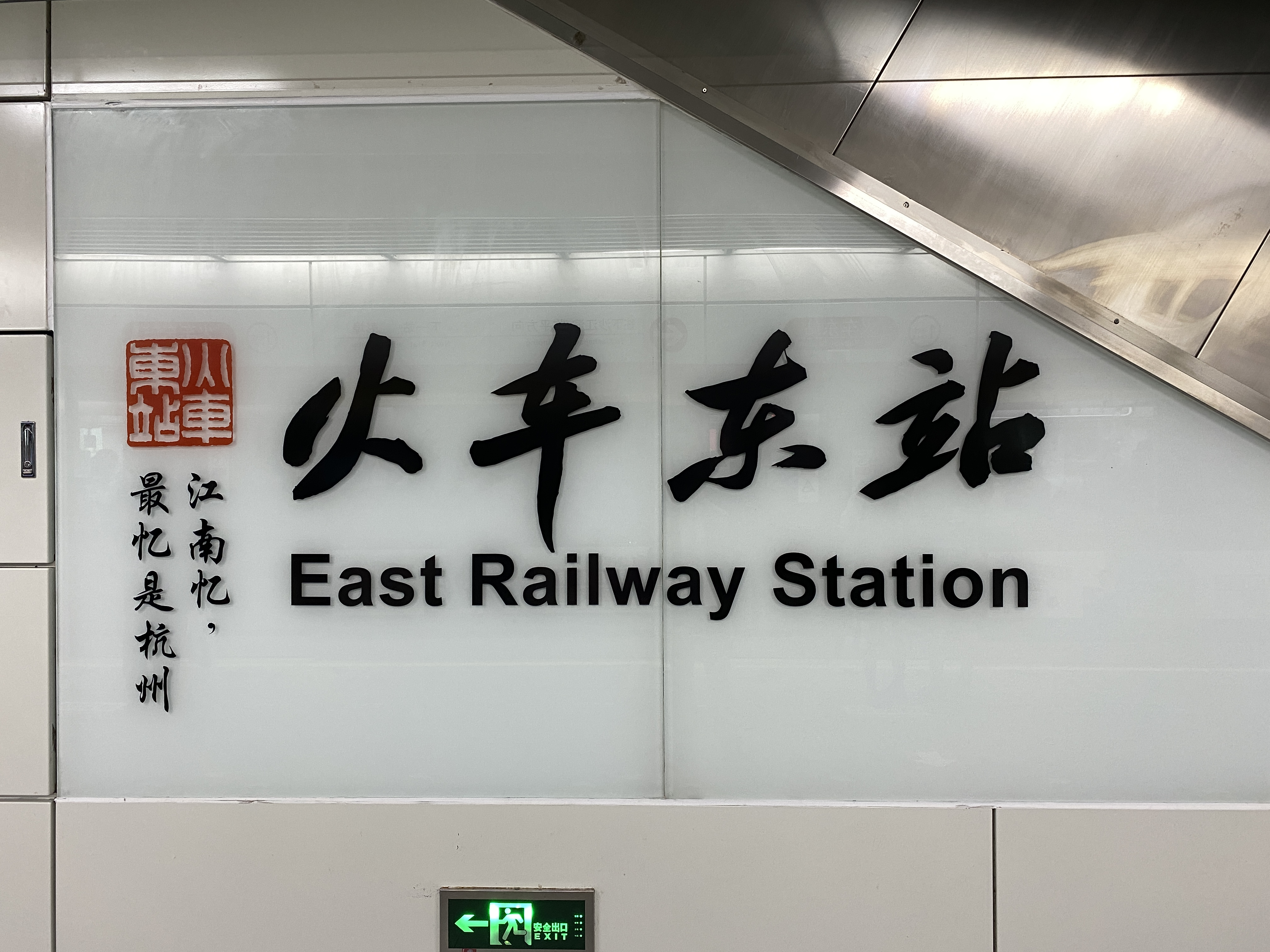
火车东站站的简体苏东坡书法大字壁

2009年，杭州市地铁集团举行了设计竞标活动，选定了由浙江理工大学教师王晓林提交的作品作为杭州地铁标志，由毕业生刘仙君等四人团队创作。标志主体造型为红色圆形，圆形象征着地铁隧道，中间为以杭州地铁的英文（Hangzhou Metro）中的“hzm”三个字母为主要元素构成的“m”字。左上和右下的尖头象征地铁双线的双向运营模式，给人以旋转的运动感。
该标志在著作权上曾有争议，王晓林的学生曾提起侵权诉讼，后调解撤诉。

### 线路颜色
杭州地铁的每条地铁线路分别用不同种色彩表示，主要由彩虹色作为配色方案。该配色方案由中国美术学院设计，初期储备有21种颜色，其中以赤橙黄绿青蓝紫7种自然色作为第一色系，另有两套在第一色系的基础上在明暗度做出调整的色系。每种颜色均以植物名称命名。
具体对应关系如下表：
| 色系 | 红       | 橙       | 黄       | 绿       | 青       | 蓝       | 紫       |
| 编号 | 1号线    | 2号线    | 3号线    | 4号线    | 5号线    | 6号线    | 7号线    |
| ---- | -------- | -------- | -------- | -------- | -------- | -------- | -------- |
| 颜色 | █ 海棠红 | █ 丹桂橙 | █柠檬黄  | █ 香樟绿 | █ 四季青 | █ 海洋蓝 | █ 浪漫紫 |
| 编号 | 8号线    | 9号线    | 10号线   | 11号线   | 12号线   | 13号线   | 14号线   |
| 颜色 | █ 绛红色 | █ 绛橙色 | █ 绛黄色 | █        | █        | █        | █        |
| 编号 | 15号线   | 16号线   | 17号线   | 18号线   | 19号线   | 20号线   | 21号线   |
| 颜色 | █        | █ 升橙色 | █        | █        | █ 海浪青 | █        | █        |

目前杭州地铁是中国唯一使用数字-彩虹色顺序作为地铁标志色的地铁系统，因此也被網友戲稱為「彩虹地鐵」。并得到官方认可。杭州地铁各类服务及活动均以“彩虹”为主题。

### 广播报站
杭州地铁所有线路车站及列车使用中文普通话和英语报站，杭州地铁集团暂时不考虑使用杭州话报站。所有线路中文报站音源为浙江广电集团FM93交通之声的主持人刘彦（奥囡囡），杭州地铁运营有限公司运营线路的英文报站音源为曾担任高考全国卷英语听力播音员的Laura Estelles；杭港地铁运营线路英文报站音源则由陈如茵担当。

### 车站标识
2020年，杭州地铁与西泠印社合作对车站的站名标识进行了更改。部分车站出入口及大字壁中站名使用苏东坡体题写，并印有印有各站站名的印章，大字壁印章下方配有唐诗。重点车站印章由西泠印社进行篆刻。

## 报纸
《城报》于2012年9月6日起试刊，同年12月28日正式创刊，是唯一可在杭州地铁各站免费发行的报纸，每周一至周五出版。它由杭报集团和杭州地铁集团联合出品，是浙江第一张免费地铁报。

## 事故
杭州地铁自开建以来至少发生28起事故，导致至少34人死亡。

### 施工事故
- 2008年11月15日15点左右，1号线湘湖站地铁施工工地发生坍塌事故，共造成21人死亡。
- 2009年1月26日18时20分左右，建设中的1号线凤起路站基坑内发生土体纵向滑移事故，该事故无人员伤亡。[93]
- 2010年11月3日12时，1号线彭埠站至七堡站施工区间地铁施工便道建设中围墙倒塌，导致备塘河河水灌入地铁工地内。无人伤亡。[94]
- 2010年11月25日12时许，1号线湘湖站基坑内土体滑落，砸伤两名作业中的工人，其中一人抢救无效死亡。[95]
- 2010年12月5日，1号线火车东站施工中，一名工人滑落被散土砸到胸部，经抢救无效死亡。[96]
- 2014年4月23日13时，4号线接受盾构机的工作井处水土流失，致富春路与市民街交叉口路面塌陷。无人伤亡。[97]
- 2014年7月31日11时，4号线江锦路站至市民中心站区间施工中，在富春路和兴业路之间新业桥南侧河道下方挖穿新塘河围堰，导致河水灌入市民中心站的基坑、市民中心车库。未造成人员伤亡。[98]
- 2014年8月3日17时许，4号线近江站一辆25吨汽车倾倒，吊臂砸穿工人宿舍，造成一名工人轻伤。[99]
- 2014年10月25日下午，4号线景芳站施工时挖破一根自来水管，导致新塘路淹水，一车道封闭。施工方启用了防淹门，积水未进入车站主体，未造成人员伤亡。[100]
- 2015年8月28日上午9：33分，4号线南星桥站在地下连续墙施工中不慎挖破燃气管道（直径300mm）导致泄漏。事发后，施工单位通知消防、燃气公司。市地铁集团领导赶赴现场指挥抢险。9:39 ，消防到达现场疏散周边人员；9:55，燃气公司开始抢险，燃气管道阀门及时被关闭。事件未造成施工人员伤亡。[101]
- 2015年11月28日晚上8点左右，4號線水澄桥站在建工地外围复兴路发生塌陷，复兴路交通中断。事故没有造成人员伤亡，但周边71户居民受影响连夜疏散，2000余户家庭管道煤气中断，塌陷的主要原因初步判断是地下连续墙渗水导致水土流失。[102]
- 2016年1月12日，武林广场地下商城施工过程中打穿1號線凤起路至武林广场区间隧道，未造成人员伤亡。[103]
- 2016年7月8日22：30许，4號線南段中医药大学站南基坑施工时，发生基坑土体突涌。事发后，施工单位第一时间启动应急预案，组织人员进行救援。市地铁集团接报后，迅速赶赴现场指挥。市交警、特警、消防，以及滨江区等有关单位人员立即赶赴现场配合抢险。此事故造成4人死亡，4人受伤。事故未对地铁基坑安全造成影响。[104][105]
- 2017年6月27日下午5点左右，5号线平海路站施工过程中挖破一根燃气管，造成天然气大量泄漏。[106]16时43分消防赶到现场，17时15分处理完毕。事件未造成施工人员伤亡。[107]
- 2018年6月13日上午9时40分，杭海城际海宁长安段发生支架坍塌事故，造成2名工人死亡，2名工人受伤。[108]
- 2019年8月16日，5号线城站站靠近杭州站引桥下的工地发生地面塌陷事故，事故导致一辆槽罐车侧翻，但未造成人员伤亡。[109]
- 2019年8月28日，5号线宝善桥站至建国北路站联络通道施工发生渗漏水，导致建国北路（体育场路—凤起路段）路面塌陷，并伴随有燃气泄漏；[110]現場升起大量黃煙，一居民樓（樹園小區31幢）傾斜开裂，樓中居民疏散，未造成人員傷亡[111]。
- 2019年9月29日凌晨1时许，5号线候潮门站拆卸盾构机台车作业过程中发生千斤顶倾倒，装卸中的台车侧滑，撞伤2名作业中的工人，其中1人伤势较重经抢救无效死亡。[112]
- 2019年11月14日凌晨1时左右，7号线坎山-机场西区间隧道掘进过程中，附近的燃气管道发生泄漏并导致地面塌陷，金星路三岔村附近多户人家的房屋出现开裂情况，并有大量泥浆涌出。地铁集团立刻组织抢修，事故中无人伤亡。[113]
- 2020年7月3日凌晨3点左右，7号线耕文路站西北角改迁雨水管发生沉降，在短时强降雨的作用下发生水土流失，导致坑外地面沉降塌陷，并使得一台停于此处的小车坠入坑中，但事故未造成人员伤亡，地铁基坑与周边房屋处于安全状态。[114]
- 2020年7月7日，8号线河庄往河景路隧道内箱式变压器发生火灾，事故中无人员伤亡，未影响工程安全。 [115]
- 2020年8月10日18时40分，10号线玉古路站工地一小型钻机发生倾斜倒塌，砸中两名正在施工的工人，送医后一人伤势较重经抢救无效死亡，一人轻伤已出院。[116]
- 2020年11月18日，杭州地铁4号线二期杭钢站进行盾构机千斤顶设备维修时发生一起机械伤害事故，造成1人死亡。[117]
- 2021年4月18日，10号线和睦站进行联络站场地平整作业时，因挖掘机司机操作不当造成燃气管道损毁，导致燃气泄漏约9500立方米，造成直接经济损失11.02万元。当日下午经抢修后恢复供气。[118]
- 2021年5月7日05时15分，杭州地铁4号线二期金家渡站-紫金港路站区间隧道1#联络通道进行土层开挖作业时，发生土方坍塌事故，造成1人死亡，直接经济损失159万元。[119]
- 2021年9月7日10时43分，9号线钱江路站施工时不慎将围挡内的杭燃集团中压529钢材质燃气管挖破，导致燃气泄漏。10时53分燃气阀门被关闭，事件中无人员受伤送医，未对燃气用户用气造成影响。[120]
- 2022年3月17日上午9时40分左右，19号线新风风井附属结构施工现场一根工法桩立杆发生倾倒并阻断交通，未造成人员伤亡。[121]
- 2022年3月21日清晨，2号线武林门站因外围施工及暴雨天气，导致车站A出入口出现渗漏水。2号线武林门站停运，列车双向通过武林门站不停车。[122]
- 2022年10月26日11时40分许，10号线文三路站公网覆盖工程施工现场，一工人在桥架上方布线过程中，碰触到吊顶上方强电桥架内切口未做绝缘包裹的220V带电电缆，后经抢救无效死亡。[123]
- 2025年1月6日14时18分，6号线华中南路站工地（华中南路与兴业街交叉口）在用散装水泥车向水泥罐泵送散装水泥时，水泥罐体顶部受压开裂，导致水泥粉尘向外喷射散溢，并造成施工人员受伤。[124][125]

### 運營事故
- 2013年9月9日，1号线江陵路站往近江站区间因供电故障，列车上113名乘客被困江底隧道半小时，之后被迫撤离列车，在隧道中步行20分钟返回至江陵路站[126]。
- 2019年5月31日下午13点09分，2号线钱江世纪城站往朝阳方向站台一面高站台门玻璃突然炸裂，部分玻璃掉落轨行区，现场无乘客受伤。玻璃已于当日傍晚时分修复[127]。
- 2021年10月14日16:20左右[128]，1号线西湖文化广场站内突然充满刺鼻烟雾，列车在西湖文化广场站不停站通过，无人员伤亡，运营已于当日17:10恢复[129]。
- 2022年5月18日下午3点左右，金沙湖公园下沉广场出现管涌，湖水外溢致使1号线金沙湖站大量进水，无人员伤亡及被困。受此影响，运营方首先关闭金沙湖站，随后又相继采取湘湖-下沙西区间、湘湖-九和路区间及文泽路-萧山国际机场区间的分段运营[130]，次日下午17:30运营全部恢复正常。

## 未来发展

### 在建项目
|                     |                     |              |                  |                |          |                   |            |                           |                        |  |  |  |
| 线路名称            | 线路名称            | 预计开通日期 | 起点站／终点站   | 起点站／终点站 | 车站数目 | 运营长度 （公里） | 车型编组   | 车辆段 / 停车场           | 运营单位               |  |  |  |
|                     | 3号线二期           | 2027年       | 星桥（不含）     | 星光街         | 5        | 7.5               | 6AH        | -                         | 运营公司（客运二公司） |  |  |  |
|                     | 4号线三期（西延段） | 2027年       | 池华街（不含）   | 云谷           | 4        | 5.0               | 6B鼓       | -                         | 未定                   |  |  |  |
| 4号线三期（南延段） | 2027年              | 浦沿（不含） | 闻堰             | 4              | 5.0      | 6B鼓              | -          | 未定                      |                        |  |  |  |
|                     | 9号线二期           | 2027年       | 龙安（不含）     | 塘栖           | 7        | 10.1              | 6B鼓       | -                         | 未定                   |  |  |  |
|                     | 10号线二期          | 2026年       | 逸盛路（不含）   | 仁和南         | 3        | 5.8               | 6A         | -                         | 未定                   |  |  |  |
| 10号线三期          | 2026年              | 仁和南       | 仁和北           | 2              | 5.0      | 4A/6A             | -          | 未定                      |                        |  |  |  |
|                     | 12号线（北段）      | 2028年       | 美院象山（不含） | 火车西站       | 14       | 24.3              | 6AH        | -                         | 未定                   |  |  |  |
| 12号线（南段）      | 2028年              | 双浦（不含） | 双浦车辆段       | 1              | 1.7      | 6AH               | 双浦车辆段 | 未定                      |                        |  |  |  |
|                     | 15号线              | 2028年       | 亚太路           | 崇贤           | 30       | 41.02             | 6AH        | 蜀山南车辆基地 崇贤停车场 | 未定                   |  |  |  |
|                     | 18号线一期          | 2028年       | 义桥             | 世纪大道       | 19       | 48.3              | 4A/6A      | 乔司车辆段 义桥停车场     | 未定                   |  |  |  |

### 规划项目
2021年7月，杭州地铁集团发布《杭州市城市轨道交通第四期建设规划环评公众意见征询》，包含5个新建项目和7个延伸项目，共约244.8km。
2021年9月，杭州市规划和自然资源局发布《杭州市综合交通专项规划（2021-2035年）》，包含多个新建项目。
2021年12月，杭州市政府发布《杭州市综合交通发展“十四五”规划》，其中提出：到2025年，市区轨道交通运营总里程将达600公里，轨道站点800米人口岗位覆盖率达到45%。
2022年11月3日，国家发展改革委正式批复同意《杭州市城市轨道交通第四期建设规划（2022-2027年）》，包含3个新建项目、5个延伸项目以及一座停车场，总里程规模为152.9km。项目建成后，杭州市将形成669公里的城市轨道交通网络。